# Grupo de Telescópios Isaac Newton

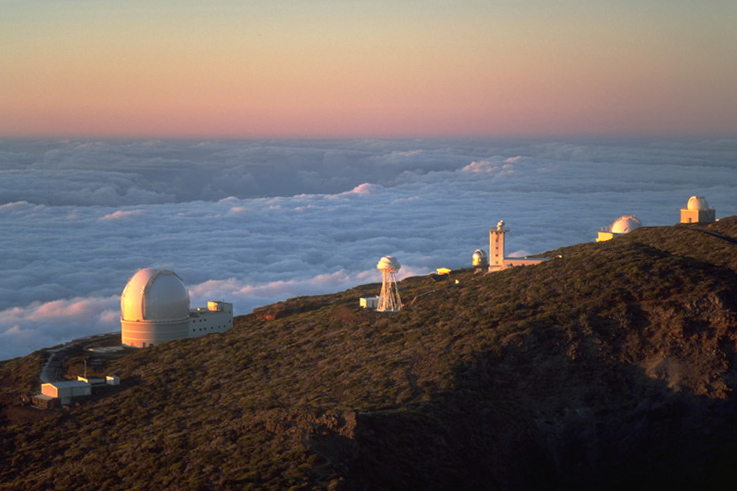
Parte do Observatório Roque de los Muchachos, incluindo o Grupo de Telescópios Isaac Newton. O Telescópio William Herschel é a grande cúpula à esquerda, o Telescópio Isaac Newton está localizado em segundo lugar à direita e o Telescópio Jacobus Kapteyn está localizado na extrema direita.

O Grupo de Telescópios Isaac Newton (em inglês: Isaac Newton Group of Telescopes ou ING) consiste em três telescópios ópticos: o Telescópio  William Herschel, o Telescópio Isaac Newton e o Telescópio Jacobus Kapteyn, operado por uma colaboração entre o Conselho de Instalações de Ciência e Tecnologia do Reino Unido, o holandês NWO e o espanhol IAC. Os telescópios estão localizados no Observatório Roque de los Muchachos em La Palma, nas Ilhas Canárias.